# Burkina Fasos historia
Burkina Fasos historia handlar om det Afrikanska landet Burkina Fasos utveckling till idag. Burkina Faso hette fram till 1984 Övre Volta.

## Tidig historia
Från 1200-talet bildades flera kungadömen av bland annat mossifolket och gurmafolken kring floderna. Rikena stod emot trycket från Mali och Songhai, de västsudanesiska stormakterna, och bestod fram till slutet av 1800-talet.

## Kolonialtiden
Under 1890-talet erövrades området av fransmännen och 1897 införlivades det med Franska Västafrika.
1 mars 1919 blev Övre Volta en egen fransk koloni. Kolonin var uppdelad 5 september 1932–4 september 1947. Landet styrdes indirekt genom lokala stamledare i de olika distrikten. Efter andra världskriget administrerades Burkina Faso inom den Franska unionen.

## Självständighetstiden
11 december 1958 blev Övre Volta en till Frankrike associerad stat, och den 5 augusti 1960 en självständig republik under namnet Övre Volta.
Politiska val genomfördes 1957 och Maurice Yaméogo blev landets förste valde president. 1966 genomfördes en militärkupp på grund av politiska och ekonomiska problem och Yaméogo avsattes till förmån för generalen Sangoulé Lamizana. En ny författning infördes 1970 och 1978 genomfördes demokratiska val. 1980 störtades Lamizana och Seye Zerbo övertog makten. Under de efterföljande åren ägde en rad statskupper rum.

## Burkina Faso
1983 grep armékaptenen Thomas Sankara makten. Sankara var den förste av kuppledarna som även åtnjöt ett visst förtroende utanför landets gränser. Sankara påbörjade en rad reformer inom hälsovård, utbildning och utvecklande av näringslivet. 1984 ändrade Sankara landets namn till Burkina Faso. Sankara inledde även utrikespolitiska närmanden till en del av grannländerna, bland annat Ghana.
1987 genomförde kaptenen Blaise Compaoré en ny kupp och tog över styret av landet. Under kuppen dödades Thomas Sankara. Companoré ledde tillsammans med Jean-Baptiste Boukari Lingani och Henri Zongo landet och de lovade att hålla fast vid huvudlinjerna i Sankaras politik.
1991 antogs en ny konstitution. Enligt denna infördes flerpartisystem, men i det presidentval som hölls i december samma år ställde inga motkandidater upp och Compaoré valdes till president för de kommande sju åren. Vid parlamentsvalet 1992 ställde flera partier upp och Compaorés parti ODP-MT fick 78 av de 107 platserna.
Burkina Fasos gränsområden har blivit tillhåll för rebeller från Liberia och Elfenbenskusten, Elfenbenskustens regering anklagar Burkina Faso för att stödja rebellerna.[källa behövs]

### Fotnoter
1. ↑  Bonniers Stora Lexikon, På CD-rom, 2000
2. 1 2 3 4 5 6  Nationalencyklopedin, uppslagsord Burkina Faso, Historia. Läst 11 januari 2008.
3. 1 2 3 4 5  Bra Böckers lexikon, band 25, tredje upplagan
4. ↑  Respons (uppslagsverk), band 1, andra upplagan